# Planeta bouří
Planeta bouří je sovětský dobrodružný sci-fi film z roku 1962 podle povídky Alexandra Kazanceva. Režíroval jej Pavel Klušancev, který s Kazancevem sepsal i scénář.
Film získal popularitu nejen v Sovětském svazu, ale i v některých západních zemích, v USA byl nově sestříhán a promítán pod změněným názvem. Z dnešního hlediska působí film naivně, ale v době svého vzniku představoval vrchol tehdejší sovětské trikové tvorby a měl velký vliv na další vývoj sci-fi v SSSR.

## Děj
K Venuši se blíží první pozemská výprava, složená ze tří třímístných kosmických lodí se sovětsko-americkou posádkou. Před dosažením Venuše je jedna z lodí zničena meteoritem. Zbytek výpravy se rozhodne improvizovat. Z jedné lodí se kapitán spolu s americkým vědcem a jeho robotem vydají v sondě hledat místo k přistání. V lodi nechávají jedinou ženskou členku výpravy. Místo přistání naleznou, ale sami ztroskotají.
Druhá loď přistává na vyhlédnutém místě a její posádka se ve vznášedle vydává na záchrannou výpravu. Během cesty bojuje s místním životem - masožravou rostlinou, ptakoještěrem, spatří dinosaura.
První skupina mezitím podstoupí boj s místními ještěry a za pomoci robota se vydává naproti záchranné výpravě. Po cestě bojují s nástrahami přírody a propukající nemocí. Na poslední chvíli jsou zachránění druhou výpravou z lávového proudu. Mezitím na oběžné dráze kosmonautka Máša nemá spojení s expedicí a bojuje s pokušením vydat se jí na pomoc. Tím by ale zmařila možnost návratu na Zem. Nakonec se rozhodne zůstat a tak být výpravě prospěšnější.
Těsně před startem objeví výprava důkaz, že na planetě existují bytosti podobné lidem.

## Hrají
- Vladimír Jemeljanov
- Georgij Žžonov
- Gennadij Věrnov
- Georgij Tějch
- Kjunna Ignatovová
- Jurij Sarancev